# كولدستريم (كولومبيا البريطانية)
كولدستريم (بالإنجليزية: Coldstream)‏ هي مدينة كندية تقع في مقاطعة كولومبيا البريطانية. تبلغ مساحة هذه المدينة 67.253 (كم²)، ويبلغ عدد سكانها 9471 نسمة حسب إحصاء سنة 2006 م، بينما كان يسكنها 9106 نسمة في سنة 2001 م. تحتل هذه المدينة المرتبة رقم 403 بين مدن كندا حسب عدد السكان والمرتبة رقم 57 في المقاطعة. نما عدد السكان في هذه المدينة بنسبة (4) بين العامين المذكورين.

## وصلات خارجية
- الأطلس الحكومي لكندا
- إحصاءات كندا مع ساعة تعداد السكان